# Izvanredni profesor
Izvanredni profesor je samostalni predavač na fakultetu, po stupnju viši od docenta, a niži od redovitog profesora.
U ženskom obliku naziv je izvanredna profesorica.